# Беседка на Волжской набережной
Беседка на Волжской набережной — открытая круглая шестиколонная беседка-ротонда с уплощённым куполом, один из символов Ярославля.
Всего на ярославских набережных 4 беседки: беседка на Волжской набережной у управления СЖД, беседка на Волжской набережной у Мякушкинского спуска, беседка на Которосльной набережной на Стрелке и небольшая беседка на Которосльной набережной у гостиницы «Юбилейная». Но именно беседка у Мякушкинского спуска — первая из них, и по сей день считается одним из самых известных памятников города.

## История
Беседка построена в 1840-х годах на месте деревянного «китайского павильона» на Волжской набережной у Мякушкинского спуска. Выполнена она в стиле позднего классицизма из кирпича и белого камня. Беседка состоит из шести каннелюрованных колонн и круглого барабана.
К началу XX века беседка оказалась в плачевном состоянии. В 1905 году, узнав во сколько обойдётся восстановление беседки, депутаты городской думы решили её снести. Спасло беседку протестное движение ярославской общественности. В 1980-х годах к беседке была пристроена бетонная лестница.
В 1985 году к 975-летию города у Николо-Рубленской церкви построена беседка по образцу волжской беседки.

## Исторические названия
«Храм дружбы»

«Еще одна беседка, круглая, её зовут „храм дружбы на холме“ стоит она у „ мякушкинского“ спуска, рядом с домом купца Мякушкина». Название «губернаторская» — неверное, так как относится к другой беседке.
«Беседка любви»

В современном Ярославле беседку часто называют «Беседкой любви». Она пользуется популярностью у влюблённых ярославцев.